# جون كور
جون كور هو ممثل كندي، ولد في 17 نوفمبر 1984 في كندا.

## أعمال

### أفلام
- (2006)  الميل العاري
- (2008) ذي روكر[4]
- (2010) سو ثري دي[5][6]

## وصلات خارجية
- جون كور على موقع IMDb (الإنجليزية)
- جون كور على موقع ألو سيني (الفرنسية)
- جون كور على موقع أول موفي (الإنجليزية)
- جون كور على موقع قاعدة بيانات الفيلم (الإنجليزية)
- جون كور على موقع كينوبويسك (الروسية)